# ビロラ・カリフィラ
ビロラ・カリフィラ(Virola calophylla)は、ニクズク科の木のひとつ。中央アメリカと南アメリカ原産で、具体的にはパナマ、ガイアナ、スリナム、ブラジル、コロンビア、エクアドル、ペルーなど各国に産している。
本種は5から25メートルの高さに育ち、低地の常緑樹林に生息する。その実は32個までの集まりで、楕円で卵型から球形であり、19 - 32ミリメートル (0.75 - 1.26 in)の長さで、直径12 - 20ミリメートル (0.47 - 0.79 in)。
本種はジメチルトリプタミン (DMT) や他のトリプタミン類を含有し、オリノコ川流域で、ウイトト族が鼻から吸い込んで用いる。